# Biotopo "Le Poscole"
Biotopo "Le Poscole" este o arie protejată (arie specială de conservare — SAC, sit de importanță comunitară — SCI) din Italia întinsă pe o suprafață de 149 ha, integral pe uscat.

## Localizare
Centrul sitului Biotopo "Le Poscole" este situat la coordonatele 45°36′41″N 11°23′06″E / 45.611389°N 11.385°E.

## Înființare
Situl Biotopo "Le Poscole" a fost declarat sit de importanță comunitară în septembrie 2006 pentru a proteja 3 specii de animale. Situl a fost protejat și ca arie specială de conservare în iulie 2018.

## Biodiversitate
Situată în ecoregiunea continentală, aria protejată conține 3 habitate naturale: Pajiști cu Molinia pe soluri calcaroase, turboase sau argilos-nămoloase (Molinion caeruleae), Cursuri de apă de la nivel de câmpie la nivel montan, cu vegetație Ranunculion fluitantis și Callitricho-Batrachion, Peșteri inaccesibile publicului.
La baza desemnării sitului se află mai multe specii protejate de  amfibieni (3): izvoraș-cu-burta-galbenă (Bombina variegata), Rana latastei, Triturus carnifex